# 克莱 (肯塔基州)
克莱（英語：Clay），是美国肯塔基州的一座城市。面积约为2.3平方公里（0.9平方英里）。根据2010年美国人口普查，该市的人口为1,181人。